# عنكبوت برازيلي جوال
العنكبوت البرازيلي الجوال (الاسم العلمي: Phoneutria) هو عنكبوت سام وعدواني للغاية ويعتبره البعض أخطر عنكبوت في العالم. يلقب بالبرازيلي لأنه اكتشف في البرازيل لأول مرة ولكن هذه الجنس يعيش في أماكن أخرى من أمريكا الجنوبية والوسطى. هذا العنكبوت هو من فصيلة العناكب الجوالة.
تعرف لدغة العنكبوت البرازيلي بأنها قاتلة في حال عدم علاجها على الفور، وبشكل عام يعاني المصاب من سم هذا العنكبوت من حالة من الألم العام في مختلف أنحاء الجسم وزيادة في ضغط الدم، يترافق ذلك عند الرجال مع حالة انتصاب غير مريحة في القضيب.
وقد تمكن علماء من الكلية الطبية في جورجيا لتحليل المادة الكيماوية الموجودة في سم هذا العنكبوت والمؤدية لانتصاب القضيب الذكري وأطلقوا عليها اسم Tx2-6، وسيعمل على استخدامها لاحقا لمعالجة الرجال الذين يعانون من العجز الجنسي.

## حقائق
- ركب البرازيلي كارلوس شاجاس العقار المضاد لسم هذا العنكبوت.
- تتغذى صغار هذا النوع من العناكب على الفواكه والذباب والصراصير، بينما تتغذى البالغة منها إضافة للصراصير على السحالي والفئران.
- يسمى هذا العنكبوت من قبل البعض بعنكبوت الموز لأنه يختبئ عادة بين حبات الموز في الشحنات المرسلة بحراً للولايات المتحدة الأمريكية.
- بإمكان العنكبوت البرازيلي النمو ليبلغ طول ساقه 4 أو 5 بوصات.